# Свято святого Миколая (Стен)
«Свя́то свято́го Микола́я» (нід. Het Sint-Nicolaasfeest) — картина голландського живописця Яна Стена (1626–1679). Створена приблизно між 1665/1668 роками. Зберігається у Державному музеї в Амстердамі (інв. №SK-A-385).

## Історія
До 1743 року картина перебувала у Сегера Тіренса (1714–1785) в Гаазі. Того ж року відбувся розпродаж колекції Сегера Тіренса на невідомому аукціоні в Гаазі.
До 8 червня 1809 року знаходилась у Адріана Леонарда ван Гетерен Геверса (1794–1866) у Роттердамі. У тому ж році придбана Державним музеєм (Амстердам) у Адріана Леонарда ван Гетерен Геверса.

## Опис
На цій картині художник проявив свої здібності оповідача, побутописця та спостерігача людських характерів. Він зобразив сцену із життя бюргерської родини, яка зустрічає День святого Миколая, що святкується католиками, до яких належав художник.
Матір, що сидить у центрі, простягла руки до дівчинки, що весело сміється: дівчинка отримала у подарунок ляльку і відерце із солодощами. Поряд хлопчик радіє подарованій ключці і м'ячику, а його брат, що стоїть ліворуч, плаче: він знайшов у своєму черевику різки «у винагороду» за неслухняність. Сестра-підліток показує іншим цей черевик, а бабуся, яка зображена на задньому плані, лагідно усміхається і вабить бідолагу пальцем, відсмикує штору: за нею, мабуть, схований подарунок, який сподобається онуку. Хлопець, який стоїть біля вогнища, тримає на руках малюка (у того в руках фігурний пряник із зображенням св. Миколая) і показує йому на димар, через який до дітей падають подарунки. Тут, прославляючи святого, співає хлопчик 6 років. Батько родини занурився у свої думки, ймовірно, згадуючи власне дитинство.
Ліворуч художник написав святковий натюрморт: імбирні пряники, медові коржики, вафлі, горіхи та яблука у кошику. Праворуч, на стільці, також знаходяться усілякі солодощі і монетки і стоїть святковий глазурований шоколадом хліб у вигляді ограненого алмаза, що притулився до стільця.
Знизу у правому куті картини міститься підпис художника: JSteen.